# Karl Bolle
Pour les articles homonymes, voir Bolle.
Karl Bolle, aussi orthographié Carl Bolle, (né le 10 juin 1893 à Berlin et mort dans cette même ville (imprécis : Est ou Ouest ?), le 9 octobre 1955) est un soldat, aviateur et as allemand de la Première Guerre mondiale.
Il est devenu commandant de Jagdstaffel pendant cette guerre puis devient conseiller de la Luftwaffe pendant la Seconde Guerre mondiale.

## Enfance
Karl Bolle est né à Berlin le 20 juin 1893, dans une famille possédant une laiterie réputée. Il a étudié l'économie à l'Université d'Oxford en 1912, et était également connu pour ses prouesses athlétiques, jouant au hockey sur glace pendant son séjour.

## Enrôlement et services lors de la1reguerre mondiale

### Formation de soldat
Il rentre chez lui en Allemagne pour s'engager comme lieutenant dans le 7e régiment de cuirassiers "von Seydlitz" basée à Magdebourg en 1913 comme volontaire d'un an. Au début de la Première Guerre mondiale, son régiment a servi sur le front occidental, combattant en Belgique et lors de la première bataille de la Marne. Il a ensuite été transféré sur le front oriental ; Bolle a participé à des combats en Pologne et à Courland, en Lettonie. À la fin de 1915, Bolle a obtenu une récompense pour sa bravoure, la Croix de fer de deuxième classe et a été transféré au Luftstreitkräfte.

### Formation de pilote de chasse
Il entame une formation de pilote à Johannistal, puis a été envoyé au Fliegerersatz-Abteilung 5 à Hanovre, en Allemagne. Plus tard, il a suivi une formation pour devenir pilote de chasse à Valenciennes, en France, à la Jastaschule I. La pratique allemande standard était d'être formé initialement et de servir dans une unité biplace, dans ce cas la Kampfgeschwader der Oberste Heeresleitung IV puis d'être transféré plus tard pour une formation de pilote de chasse dans une Jastaschule où ils seraient étroitement encadrés par des experts ayant une expérience du front.
Il est affecté au groupe de bombardement Kampfgeschwader der Oberste Heeresleitung IV en juillet 1916.

### Faits d'armes
Bolle a été blessé en octobre 1916 lors d'un combat contre cinq chasseurs français. Il s'est écrasé à l'intérieur des lignes amies et, malgré sa propre blessure, a tiré son observateur blessé hors des tirs d'obus dirigés vers leur avion abattu.
Après son rétablissement, il a été affecté au Kampfstaffel 23 du Kampfgeschwader der Oberste Heeresleitung IV ; Lothar von Richthofen a été désigné comme son observateur/tireur. C'est à cette époque que Bolle a reçu la Croix de Chevalier de 2e classe de l'Ordre de Friedrich du Royaume de Württemberg. Il a été le seul as de la chasse à recevoir cette récompense.
Bolle a poursuivi sa formation de pilote de chasse à la Jastaschule au début de 1917. Il a rejoint la Jagdstaffel 28 en avril 1917 alors qu'il se remettait encore d'une blessure à la jambe. Étant affecté comme adjudant non-volant, il commence à recevoir une formation de pilote de chasse avec deux as, Karl Emil Schaefer et Otto Hartmann, ainsi qu'avec l'ami de Bolle, Max Ritter von Müller.
En juillet, il commence à voler en opération avec le Jagdstaffel 28. Sa première victoire a été remportée sur un Airco DH.4 du 57e escadron du RFC le 8 août 1917. Il marque des victoires en août et en décembre 1917 ainsi qu'en janvier 1918 qui font de lui un as le 30 janvier.

### Commandant d'escouade
Il est ensuite promu Oberleutnant et transféré pour commander le Jagdstaffel 2 le 20 février 1918 à Marcke, en France. Il s'agissait de l'escadron qu'avait commandé Oswald Boelcke, qui avait inventé les premières tactiques, stratégies et organisations de chasse. Elle était en train d'être rééquipée de triplans Fokker Dr.I en vue de son incorporation au Jagdgeschwader 3. C'est un escadron découragé, qui a perdu trois commandants consécutifs tués au combat. Bolle est destiné à être le dernier commandant du Jagdstaffel 2.
Malgré des références apparemment modestes, Bolle a laissé sa marque dans l'escadron de par son ingéniosité par rapport à un problème lié au triplan Fokker Dr.I, un avion de vitesse limitée mais capable de grande manœuvrabilité et d'un taux de montée supérieur. Sa vitesse plus lente rendait plus difficile le rapprochement à courte distance pour le tir contre des chasseurs plus rapides. La solution de Bolle a été l'utilisation d'un viseur télescopique Oigee pour ses canons. Il a également peint des bandes blanches distinctives sur ses ailes supérieures pour indiquer son rôle de leader,, ainsi qu'une bande de fuselage jaune bordée de noir et de blanc pour honorer son ancien régiment de cavalerie,.
La maîtrise de l'anglais de Bolle s'est avérée utile à l'occasion lorsqu'il a interrogé des pilotes de l'Empire britannique abattus.
Il a ouvert son compteur avec le Jagdstaffel 2 le 25 avril 1918, dans le cadre d'une vaste offensive aérienne lancée pour soutenir l'assaut terrestre sur la crête de Kemmel. Il a ensuite commencé une collection régulière de victoires simples et doubles, avec cinq en mai, sept en juin, neuf en juillet et trois en août. En août 1918, alors qu'il a remporté 28 victoires, il reçoit la Croix du Mérite militaire et l'Ordre royal de Hohenzollern ; le 28, il reçoit le Blue Max.
Bolle n'a pas marqué de nouveau avant le 1er novembre. Le 4 novembre, il abat quatre chasseurs alliés : deux RAF SE.5as du 56e Escadron de la RAF et deux Sopwith Snipes du 4e Escadron de l'Australian Flying Corps. Les Snipes (revendiqués avec le Lieutenant Ernst Bormann) étaient pilotés par les as Thomas Baker (capitaine, 12 victoires) et le lieutenant A. J. Palliser. Ce furent les dernières victoires de Bolle.
Une semaine plus tard, lui et ses pilotes marquent par défi leurs Fokker D.VII avec leurs noms et leurs scores de victoire avant de les remettre aux mains des Britanniques à Nivelles, en Belgique.
Le score final de 36 victoires de Bolle comprend une prépondérance de victoires sur des chasseurs ennemis ; il en a abattu 25. Les 11 autres victoires ont été remportées par des avions biplaces de reconnaissance, d'attaque au sol et de bombardement. Plus important encore, il a mené le Jagdstaffel 2 à travers les intenses batailles de 1918 jusqu'au deuxième plus grand total de victoires de l'armée de l'air allemande, avec un total de 336 victoires à la Jasta.

### Après la Première Guerre mondiale
Après la fin de la guerre, il devient instructeur de vol. Il devient également le directeur de la Deutsche Verkehrsfliegerschule (école allemande de transport aérien) dans les années 1920. Par la suite, il a participé à la formation secrète de pilotes pour la Luftwaffe.
Pendant la Seconde Guerre mondiale, il a servi comme conseiller de la Luftwaffe, sous les ordres de Hermann Göring.
Karl Bolle est décédé dans sa ville natale de Berlin le 9 octobre 1955.

### Honneurs et récompenses
- Pour le Mérite du Royaume de Prusse : 28 août 1918
- Croix de chevalier avec épées de l'Ordre de la Maison royale de Hohenzollern : août 1918
- Croix du mérite militaire avec épées du Grand-Duché de Mecklembourg-Schwerin : août 1918
- Croix de fer prussienne de première classe
- Croix de fer prussienne de deuxième classe : 1915
- Ordre de Friedrich du Royaume de Württemberg, chevalier de deuxième classe avec épées[4].